# Kämpfer Character Song Album
Kämpfer Character Song Album es el primer miniálbum de la serie Kämpfer lanzado al mercado el día 27 de enero del año 2010 bajo el sello Bandai.

## Detalles
Este miniálbum presenta las canciones de los personajes de la serie interpretados por: Marina Inoue, Megumi Nakajima, Yui Horie, Kaori Nazuka y Kana Asumi, que representaban a Natsuru Senō, Kaede Sakura, Akane Mishima, Shizuku Sangō y Mikoto Kondō respectivamente.
En el álbum se incluyó una canción propia a cada personaje, más la música de fondo de cada una de ellas.
La letra de todas las canciones fue escrita por Saori Kodama.
Lista de canciones

| Número de Catálogo: LACA-5988 (CD) |                                                       |                      |                                |          |  |
| N.º                                | Título                                                | Música               | Vocalista                      | Duración |  |
| 1.                                 | «Hohoemi Charge (微笑みチャージ?)»                    | Noriyoshi Matsushita | Senou Natsuru (Marina Inoue)   | 3:39     |  |
| 2.                                 | «Darling Darling (ダーリンダーリン?)»                 | Yoko Minami          | Mishima Akane (Yui Horie)      | 4:07     |  |
| 3.                                 | «experiment»                                          | Yukari Hashimoto     | Sangou Shizuku (Kaori Nazuka)  | 4:03     |  |
| 4.                                 | «Spice Girl Heart Club (すぱいすがーるはーとくらぶ?)» | naotyu-              | Kondou Mikoto (Kana Asumi)     | 3:38     |  |
| 5.                                 | «Sugao de Fall in Love (素顔でフォーリンラブ?)»       | Yoko Minami          | Sakura Kaede (Megumi Nakajima) | 4:10     |  |
| 6.                                 | «Hohoemi Charge»                                      | Noriyoshi Matsushita |                                |          |  |
| 7.                                 | «Darling Darling»                                     | Yoko Minami          |                                |          |  |
| 8.                                 | «experiment»                                          | Yukari Hashimoto     |                                |          |  |
| 9.                                 | «Spice Girl Heart Club»                               | naotyu-              |                                |          |  |
| 10.                                | «Sugao de Fall in Love»                               | Yoko Minami          |                                |          |  |
| 39:09                              |                                                       |                      |                                |          |  |